# Первомайский сельсовет (Оршанский район)
Первомайский сельсовет — упразднённая административная единица на территории Оршанского района Витебской области Республики Беларусь.

## Состав
Первомайский сельсовет включал 15 населённых пунктов:
- Белево
- Болотовичи
- Борейшево
- Брянцево
- Верховье
- Дятлово
- Клюшниково
- Леньковичи
- Лисуны
- Мацново
- Мезеново
- Новоселье
- Туминичи
- Химиничи
- Ходулы